# Max von Pfetten
Maximilian Marquart Carl-Ludwig Freiherr von Pfetten (* 15. September 1861 in Ramspau; † 23. September 1929 ebenda) war Gutsbesitzer und Mitglied des Deutschen Reichstags.

## Leben
Pfetten besuchte das Gymnasium zu St. Stephan in Augsburg, das Ludwigsgymnasium und das Wilhelmsgymnasium (Abitur 1879) in München, die Königliche Pagerie und die Universität München. Nach bestandener Universitätsprüfung in der Jurisprudenz bewirtschaftete er die ererbten Güter. 1879–80 war er als Einjähriger beim 3. Chevaux-legers-Regiment und später Leutnant der Landwehr. Er war Mitglied des Distriktsrats Regenstauf, Bürgermeister von Ramspau und Kreisanwalt der Darlehenskassen-Vereine der Oberpfalz.
Von 1903 bis 1912 war er Mitglied des Deutschen Reichstags für den Wahlkreis Oberpfalz 1 (Regensburg, Burglengenfeld, Stadtamhof) und die Deutsche Zentrumspartei.